# Куколевка
Куколевка (бел. Кукалеўка) — деревня в Червенском районе Минской области. Входит в состав Клинокского сельсовета.

## Географическое положение
Находится примерно в 10 километрах западнее райцентра, в 53 км от Минска, в 30 километрах от железнодорожной станции Пуховичи линии Минск-Осиповичи, в 1,5 км от трассы M-4 Минск—Могилёв (по дороге, по прямой 1 км), на реке Гать.

## История
Деревня известна с XVIII века, когда являлась церковным владением в составе Минского воеводства Великого Княжества Литовского. После II раздела Речи Посполитой вошла в состав Российской Империи. На 1795 год в деревне насчитывалось 12 дворов. На 1800 год являлась собственностью казны и входила в состав Игуменского уезда Минской губернии, здесь было 12 дворов, жили 77 человек. По данным Переписи населения Российской империи 1897 года село на реке Руднянка, входившее в состав Клинокской волости, здесь насчитывался 31 двор, проживали 192 человека. На начало XX века деревня, где было 36 домов и 210 жителей. На 1917 год здесь было уже 40 дворов, жили 240 человек. С февраля по декабрь 1918 года деревня была оккупирована немецкими войсками, с августа 1919 по июль 1920 — польскими. 20 августа 1924 года деревня вошла в состав вновь образованного Войниловского сельсовета Червенского района (с 20 февраля 1938 — Минской области. Согласно Переписи населения СССР 1926 года здесь насчитывалось 42 дома, проживали 254 человека. В 1930-е годы в деревне проведена коллективизация, при колхозе открылась кузница. В период Велийкой Отечественной войны деревня оккупирована немцами в конце июня 1941 года. 23 жителя деревни не вернулись с фронта. Освобождена 2 июля 1944 года. На 1960 год население деревни составило 182 человека, в 1972 году здесь было 52 домохозяйства, 172 жителя. В 1980-е годы Куколевка входила в состав колхоза «Победа». На 1997 год в деревне насчитывалось 31 домохозяйство, жили 48 человек, функционировала животноводческая ферма, клуб, библиотека, магазин. С 30 октября 2009 года в составе Червенского сельсовета, в 2013 году передана в Клинокский сельсовет.

## Население
- 1800 — 12 дворов, 77 жителей
- 1897 — 31 двор, 192 жителя
- начало XX века — 36 дворов, 210 жителей
- 1917 — 40 дворов, 240 жителей
- 1926 — 35 дворов, 170 жителей
- 1960 — 182 жителя
- 1972 — 52 двора, 172 жителя
- 1997 — 31 двор, 48 жителей
- 2013 — 15 дворов, 21 житель